# صموئيل هنت
صموئيل هنت (9 يناير 1909 في المملكة المتحدة - 2 أغسطس 1963 في المملكة المتحدة)  (بالإنجليزية: Samuel Hunt)‏ هو لاعب كريكت بريطاني (وحمل سابقاً جنسية المملكة المتحدة لبريطانيا العظمى وأيرلندا). لعب مع نادي مقاطعة ديربيشاير للكريكت ‏.